# Juan Carlos Castillo
Juan Carlos Castillo Ramírez (Manizales, 19 agosto 1964 – Chinchiná, 25 novembre 1993) è stato un ciclista su strada colombiano.
Professionista dal 1985 al 1992, in carriera fu gregario di Luis Herrera, specialmente nell'edizione del Tour de France 1987. Nel 1993, ormai ritirato dal ciclismo professionisticom fu responsabile della vendita di bevande nello stadio Hernán Ramírez Villegas, fin quando venne arrestato per un presunto coinvolgimento nel traffico di droga (luglio 1993); quattro mesi dopo la scarcerazione venne assassinato nella sua auto.

## Palmarès

### Strada
- 1984 (dilettanti)

Classifica generale Vuelta a Colombia Under-23
- 1985 (Café de Colombia, una vittoria)

5ª tappa Vuelta al Ecuador

## Piazzamenti

### Grandi giri
- Giro d'Italia

1985: non partito (7ª tappa)
- Tour de France

1987: 36º
1990: 79º
- Vuelta a España

1986: ritirato (3ª tappa)
1987: 31º
1989: non partito (6ª tappa)

### Competizioni mondiali
- Campionati del mondo

Giavera del Montello 1985 - In linea: ritirato
Villach 1987 - In linea: ritirato
Ronse 1988 - In linea: ritirato